# Binson
Binson era una comuna francesa que estaba situada en el departamento de Marne, de la región de Gran Este, que entre 1790 y 1794 se fusionó con las comunas de Montigny y Orquigny, formando la nueva comuna de Binson-et-Orquigny.

## Demografía
No constan datos demográficos de la comuna en el momento de su fusión.